# Regno di Bora Bora
Il Regno di Bora Bora fu uno Stato insulare nell'Oceano Pacifico dal 1788 al 1888.

## Storia

### Prima dell'unificazione
La storia di Bora Bora e della lotta per la sua riunificazione è demarcata dalla rivalità interna tra due clan: uno con base a Faanui, composto da famiglie legate al marae Farerua, e l'altro composto da famiglie di Nunue e Anau della cerchia del marae Vaiotaha, che era a suo tempo il più importante marae della Polinesia.
Bora Bora vantava anche un'antica rivalità con l'isola di Raiatea per questioni di influenza religiosa. Per un certo periodo della storia delle due isole, entrambe ebbero importanti istituzioni religiose entro i propri confini, ma quando il ruolo di Raiatea iniziò a prevaricare quello dell'altro centro di potere, Bora Bora iniziò a potenziare gradualmente il proprio esercito dedicandosi a numerosi scontri armati con le isole rivali.
Durante il XVIII secolo un gran capo locale, Puni (Teihotu Matarua), riuscì a dominare tutti i clan dell'isola di Bora Bora, al punto da giungere ad annettersi per qualche tempo anche le isole di Raiatea, Tahaa e Maupiti. Nel 1769, quando il famoso capitano inglese James Cook sbarcò visitando Tahaa e Raiatea, le isole si trovavano già sotto il dominio di Puni. Alla morte del grande capo, suo nipote Tapoa I gli succedette come capo supremo di Bora Bora, Raiatea e Tahaa, con capitale a Raiatea, lasciando il governo delle altre due isole a capi locali fidati di nome Mai e Tefaaora, membri del marae di Vaiotaha.
Poco dopo venne costretto a rinunciare al dominio su Raiatea e si ritirò a Bora Bora. Riorganizzando lo stato ed uniformandosi a quanto stava succedendo nel vicino Regno di Tahiti, Tapoa I si autoproclamò re di Bora Bora e delle sue dipendenze.

### Dalla proclamazione del regno all'annessione come colonia francese
Dopo l'unificazione dei domini locali dell'arcipelago di Bora Bora, lo stato venne riconosciuto per la prima volta dalle potenze europee nel 1847 quando Francia e Gran Bretagna siglarono la Convenzione di Jarnac. Come gli altri stati dell'area (Tahiti, Huahine e Raiatea), il regno di Bora Bora era contraddistinto da una cultura simile e dal comune linguaggio, oltre al fatto che i suoi regnanti erano imparentati con quelli dell'area da diversi intrecci matrimoniali. Oltre all'isola di Bora Bora, il regno comprendeva anche le isole di Tupai, Maupiti, Maupihaa, Motu One e Manuae.
Il regno venne infine annesso direttamente alle colonie della Francia nel 1888 quando l'ultima regina Teriimaevarua III venne costretta ad abdicare.

## Albero genealogico delle successioni al trono di Bora Bora
Il seguente albero genealogico illustra le successioni al trono di Bora Bora nel corso dell'esistenza del regno, nonché le connessioni di parentela con gli altri sovrani dell'arcipelago polinesiano.
|              |              |              |              |                                       |                                       |                                       |                                       | Maeva-rua I, Grande Capa di Bora Bora | Maeva-rua I, Grande Capa di Bora Bora | Maeva-rua I, Grande Capa di Bora Bora | Maeva-rua I, Grande Capa di Bora Bora | Maeva-rua I, Grande Capa di Bora Bora | Maeva-rua I, Grande Capa di Bora Bora |                          |                          | Ta'o-ata                               | Ta'o-ata                    | Ta'o-ata                    | Ta'o-ata                    | Ta'o-ata                    | Ta'o-ata                    |                          |                          |                          |                          |                      |                      |                      |                      |  |  |
|              |              |              |              |                                       |                                       |                                       |                                       | Maeva-rua I, Grande Capa di Bora Bora | Maeva-rua I, Grande Capa di Bora Bora | Maeva-rua I, Grande Capa di Bora Bora | Maeva-rua I, Grande Capa di Bora Bora | Maeva-rua I, Grande Capa di Bora Bora | Maeva-rua I, Grande Capa di Bora Bora |                          |                          | Ta'o-ata                               | Ta'o-ata                    | Ta'o-ata                    | Ta'o-ata                    | Ta'o-ata                    | Ta'o-ata                    |                          |                          |                          |                          |                      |                      |                      |                      |  |  |
|              |              |              |              |                                       |                                       |                                       |                                       |                                       |                                       |                                       |                                       |                                       |                                       |                          |                          |                                        |                             |                             |                             |                             |                             |                          |                          |                          |                          |                      |                      |                      |                      |  |  |
|              |              |              |              | Aimata                                | Aimata                                | Aimata                                | Aimata                                | Aimata                                | Aimata                                |                                       |                                       | Tapoa I, Re di Bora Bora              | Tapoa I, Re di Bora Bora              | Tapoa I, Re di Bora Bora | Tapoa I, Re di Bora Bora | Tapoa I, Re di Bora Bora               | Tapoa I, Re di Bora Bora    |                             |                             |                             |                             |                          |                          |                          |                          |                      |                      |                      |                      |  |  |
|              |              |              |              | Aimata                                | Aimata                                | Aimata                                | Aimata                                | Aimata                                | Aimata                                |                                       |                                       | Tapoa I, Re di Bora Bora              | Tapoa I, Re di Bora Bora              | Tapoa I, Re di Bora Bora | Tapoa I, Re di Bora Bora | Tapoa I, Re di Bora Bora               | Tapoa I, Re di Bora Bora    |                             |                             |                             |                             |                          |                          |                          |                          |                      |                      |                      |                      |  |  |
|              |              |              |              |                                       |                                       |                                       |                                       |                                       |                                       |                                       |                                       |                                       |                                       |                          |                          |                                        |                             |                             |                             |                             |                             |                          |                          |                          |                          |                      |                      |                      |                      |  |  |
| Tapoa-vahine | Tapoa-vahine | Tapoa-vahine | Tapoa-vahine | Tapoa-vahine                          | Tapoa-vahine                          |                                       |                                       | Tapoa II, Re di Bora Bora             | Tapoa II, Re di Bora Bora             | Tapoa II, Re di Bora Bora             | Tapoa II, Re di Bora Bora             | Tapoa II, Re di Bora Bora             | Tapoa II, Re di Bora Bora             |                          |                          | Pomare IV, Regina di Tahiti            | Pomare IV, Regina di Tahiti | Pomare IV, Regina di Tahiti | Pomare IV, Regina di Tahiti | Pomare IV, Regina di Tahiti | Pomare IV, Regina di Tahiti |                          |                          | Ari'i Fa'aite a Hiro     | Ari'i Fa'aite a Hiro     | Ari'i Fa'aite a Hiro | Ari'i Fa'aite a Hiro | Ari'i Fa'aite a Hiro | Ari'i Fa'aite a Hiro |  |  |
| Tapoa-vahine | Tapoa-vahine | Tapoa-vahine | Tapoa-vahine | Tapoa-vahine                          | Tapoa-vahine                          |                                       |                                       | Tapoa II, Re di Bora Bora             | Tapoa II, Re di Bora Bora             | Tapoa II, Re di Bora Bora             | Tapoa II, Re di Bora Bora             | Tapoa II, Re di Bora Bora             | Tapoa II, Re di Bora Bora             |                          |                          | Pomare IV, Regina di Tahiti            | Pomare IV, Regina di Tahiti | Pomare IV, Regina di Tahiti | Pomare IV, Regina di Tahiti | Pomare IV, Regina di Tahiti | Pomare IV, Regina di Tahiti |                          |                          | Ari'i Fa'aite a Hiro     | Ari'i Fa'aite a Hiro     | Ari'i Fa'aite a Hiro | Ari'i Fa'aite a Hiro | Ari'i Fa'aite a Hiro | Ari'i Fa'aite a Hiro |  |  |
|              |              |              |              |                                       |                                       |                                       |                                       |                                       |                                       |                                       |                                       |                                       |                                       |                          |                          |                                        |                             |                             |                             |                             |                             |                          |                          |                          |                          |                      |                      |                      |                      |  |  |
|              |              |              |              |                                       |                                       |                                       |                                       |                                       |                                       |                                       |                                       |                                       |                                       |                          |                          |                                        |                             |                             |                             |                             |                             |                          |                          |                          |                          |                      |                      |                      |                      |  |  |
|              |              |              |              |                                       |                                       |                                       |                                       |                                       |                                       |                                       |                                       |                                       |                                       |                          |                          |                                        |                             |                             |                             |                             |                             |                          |                          |                          |                          |                      |                      |                      |                      |  |  |
|              |              |              |              |                                       |                                       |                                       |                                       |                                       |                                       |                                       |                                       |                                       |                                       |                          |                          |                                        |                             |                             |                             |                             |                             |                          |                          |                          |                          |                      |                      |                      |                      |  |  |
|              |              |              |              | Teriimaevarua II, Regina di Bora Bora | Teriimaevarua II, Regina di Bora Bora | Teriimaevarua II, Regina di Bora Bora | Teriimaevarua II, Regina di Bora Bora | Teriimaevarua II, Regina di Bora Bora | Teriimaevarua II, Regina di Bora Bora |                                       |                                       | Moe a Mai                             | Moe a Mai                             | Moe a Mai                | Moe a Mai                | Moe a Mai                              | Moe a Mai                   |                             |                             | Tamatoa V, Re di Raiatea    | Tamatoa V, Re di Raiatea    | Tamatoa V, Re di Raiatea | Tamatoa V, Re di Raiatea | Tamatoa V, Re di Raiatea | Tamatoa V, Re di Raiatea |                      |                      |                      |                      |  |  |
|              |              |              |              | Teriimaevarua II, Regina di Bora Bora | Teriimaevarua II, Regina di Bora Bora | Teriimaevarua II, Regina di Bora Bora | Teriimaevarua II, Regina di Bora Bora | Teriimaevarua II, Regina di Bora Bora | Teriimaevarua II, Regina di Bora Bora |                                       |                                       | Moe a Mai                             | Moe a Mai                             | Moe a Mai                | Moe a Mai                | Moe a Mai                              | Moe a Mai                   |                             |                             | Tamatoa V, Re di Raiatea    | Tamatoa V, Re di Raiatea    | Tamatoa V, Re di Raiatea | Tamatoa V, Re di Raiatea | Tamatoa V, Re di Raiatea | Tamatoa V, Re di Raiatea |                      |                      |                      |                      |  |  |
|              |              |              |              |                                       |                                       |                                       |                                       |                                       |                                       |                                       |                                       |                                       |                                       |                          |                          |                                        |                             |                             |                             |                             |                             |                          |                          |                          |                          |                      |                      |                      |                      |  |  |
|              |              |              |              |                                       |                                       |                                       |                                       |                                       |                                       |                                       |                                       |                                       |                                       |                          |                          |                                        |                             |                             |                             |                             |                             |                          |                          |                          |                          |                      |                      |                      |                      |  |  |
|              |              |              |              |                                       |                                       |                                       |                                       |                                       |                                       |                                       |                                       |                                       |                                       |                          |                          |                                        |                             |                             |                             |                             |                             |                          |                          |                          |                          |                      |                      |                      |                      |  |  |
|              |              |              |              |                                       |                                       |                                       |                                       |                                       |                                       |                                       |                                       |                                       |                                       |                          |                          | Teriimaevarua III, Regina di Bora Bora |                             |                             |                             |                             |                             |                          |                          |                          |                          |                      |                      |                      |                      |  |  |